# Jāti

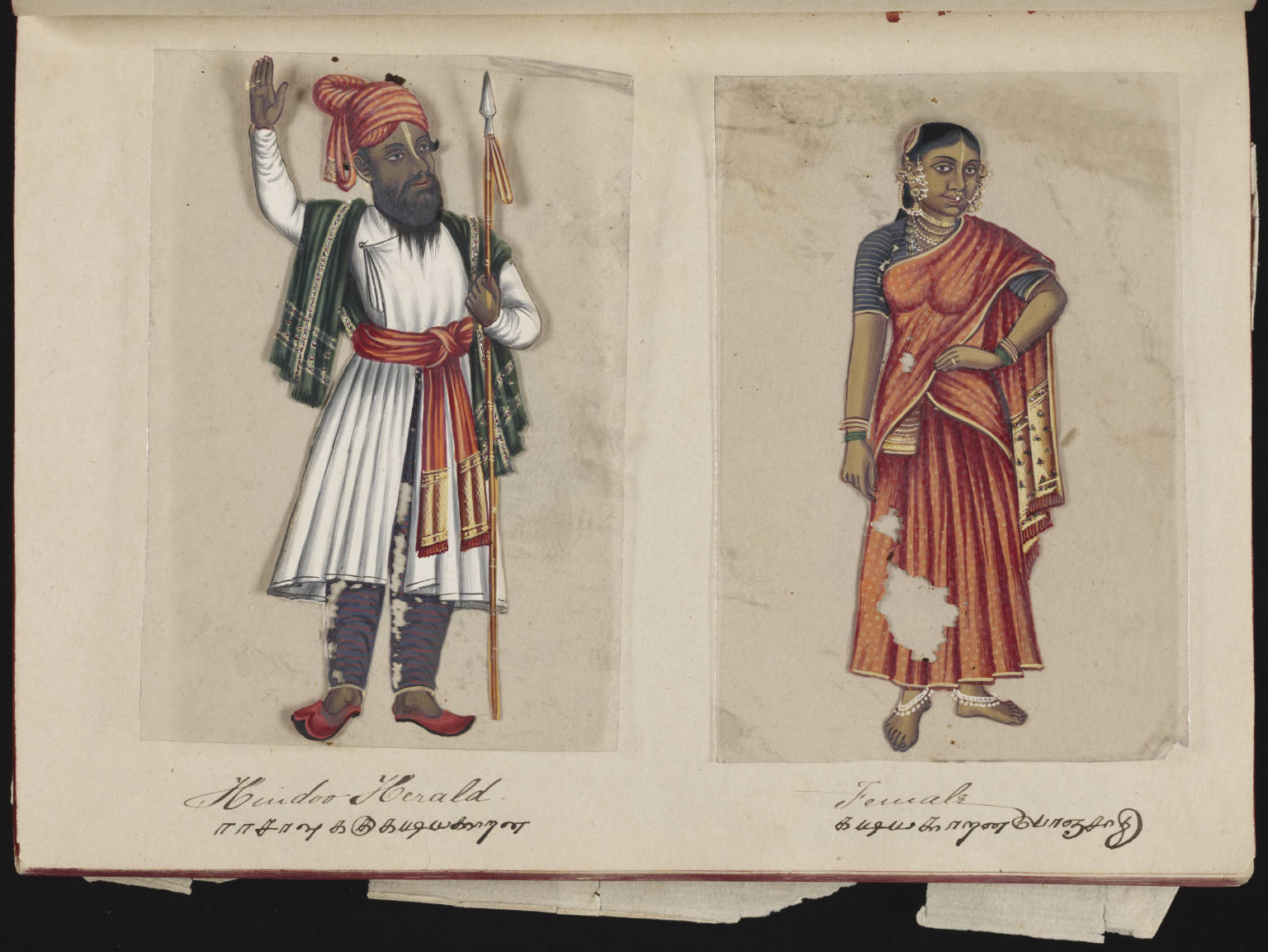
Raccolta di 72 immagini dipinte a mano di uomini e donne di caste, religioni e gruppi etnici diversi, raccolte in un manoscritto intitolato "Settantadue modelli di caste in India"ritrovata nel 1837 a Madura, India. Autore sconosciuto

In India si chiamano jāti (in devanāgarī: जाति; in bengali জাতি; in telugu జాతి; in kannaḍa ಜಾತಿ; in malayalam ജാതി; in tamil ஜாதி, lett. "nascita") i gruppi sociali endogami che costituiscono le unità base della struttura sociale tradizionale. 
In una data area linguistica possono convivere anche duemila jāti e, d'altra parte, la stessa jāti da regione a regione (e addirittura da villaggio a villaggio) può godere di un diverso rango sociale o avere differenti tradizioni culturali.

## Organizzazione
I membri di due jāti diversi vivono in modo totalmente separato. In particolare, essi non condividono il cibo e le bevande, e non si sposano fra di loro (si tratta di un sistema endogamo). Infatti ogni jāti ha le sue abitudini relative alla cucina e all'abbigliamento, a volte anche una lingua propria, spesso anche proprie divinità, e gli addetti a tale culto appartengono al jāti e non sono bramini. Il jāti era la comunità entro cui una persona passava la maggior parte della propria vita. Spesso era questa comunità che forniva aiuto nelle difficoltà, nella vecchiaia e anche nella risoluzione delle controversie.
In questo tipo di società di villaggio, ogni casta, tradizionalmente autogestita da un consiglio di casta, era abituata a condurre un'esistenza abbastanza autonoma: i membri svolgevano ereditariamente l'attività lavorativa prescritta; questo era particolarmente vero per le caste specializzate nell'artigianato e nei servizi, nonché per quelle dedite alla pastorizia ed al nomadismo. Le numerose caste erano legate fra loro da rapporti di baratto di prodotti e servizi, tradizionalmente determinati.
Dove vige il cosiddetto "sistema jajmani", il villaggio è dominato da una casta egemone, e le altre caste svolgono la propria attività in favore di quella: alcune lavorano la terra come braccianti o fittavoli, altre si dedicano alle attività artigianali, ciascuna specializzata in uno specifico mestiere in modo ereditario.

## Rapporto con ivarṇa
Fondamentalmente, le jāti sono suddivisioni dei quattro varṇa (bramini, kṣatriya, vaiśya e śūdra).
Tuttavia, il sistema castale non è completamente fisso ed è soggetto a una certa mobilità. In particolare le caste intermedie, se sono riuscite a salire nella scala sociale, ottengono poi anche uno statuto religioso più alto. Un processo tipico è quello definito sanscritizzazione, mediante il quale le caste inferiori, adottando uno stile di vita braminico (ad esempio, la dieta vegetariana e l'astemia completa), riescono entro alcune generazioni a vedersi riconosciuto un rango rituale più alto. Questa mobilità verso l'alto è, ad ogni modo, possibile solo per intere jāti e non per singoli individui o famiglie. E inoltre non riguarda le caste estreme, i bramini in cima alla gerarchia e gli intoccabili in fondo.

## Evoluzione
La dominazione coloniale inglese introdusse il principio di eguaglianza nella cultura e nel diritto indiani, inoltre portò nuove attività economiche, aperte anche a persone di casta inferiore. Tutto questo incrinò il sistema castale e creò mobilità sociale, anche se chi approfittò di più delle nuove occasioni offerte furono i membri delle caste superiori, maggiormente scolarizzati. 
Dopo l'indipendenza del 1947 il governo indiano ha adottato una legislazione attiva per superare il sistema castale, proibendo le discriminazioni nei luoghi pubblici e  introducendo quote riservate ai dalit nelle università, nella burocrazia, nei parlamenti locali e federale. 
Più importante nel superamento del sistema castale, si è tuttavia dimostrata l'evoluzione del mondo del lavoro, in particolare l'aumento del lavoro d'ufficio con la formazione di una classe media urbana, nonché lo sviluppo delle industrie. Perciò il tradizionale rapporto fra jāti e attività lavorativa si è interrotto.
Nelle campagne, invece, il sistema castale rimane ancora importante nella vita della gente.
Le jāti stanno perdendo importanza nell'India contemporanea anche in conseguenza degli ormai diffusi movimenti migratori che stanno ridisegnando la società. E anche i tabù relativi al matrimonio vengono superati a ritmo crescente.